# Jure Potočnik
Jure Potočnik, slovenski veslač, * 2. julij 1949, Bled.
Potočnik je za Jugoslavijo nastopil na Poletnih olimpijskih igrah 1972 v Münchnu, kjer je s četvercem brez krmarja osvojil četrto mesto v repesažu. Jugoslovanski čoln se tako ni uvrstil v nadaljnje tekmovanje.